# زوجة بالنيابة (فلم)
زوجة بالنيابة فيلم مصري، من قصة وسيناريو وحوار وإخراج أحمد جلال.

## القصة
ترفض الفتاة اللبنانية "ناهد" (آسيا داغر) أن تتزوج من الرجل الذي إختاره لها عمها ووالدتها، وتهرب إلى بيروت حيث تتعرف إلى الشاب المصرى برهان (أحمد جلال). يطاردها أهلها فتفلت منهم وتختبئ في باخرة مسافرة إلى مصر. تقابل في هذه الباخرة السيدة المصرية "أمينة هانم" (آسيا داغر) التي تشبه الفتاة اللبنانية ناهد والتي يعرض عليها الجواهرجى "كوهين" بعض المجوهرات فيتعقبها "برهان" إلى حجرتها في الباخرة ويقتلها ويحصل على المجوهرات. تشاهد ذلك "ناهد" لأنها كانت مختبئة في نفس الحجرة. تدهش "ناهد" لشدة الشبه بينها وبين القتيلة "أمينة هانم" فترتدي ثيابها وتقابل الجواهرجى وتطلب من "برهان" أن يسلمه الجواهر. يضطر "برهان" إلى الخضوع لأمرها حتى لا تكشف جريمته. يتابع "برهان" "ناهد" ويتفق معها على إخفاء جريمته وأن تواصل القيام بدور "أمينه هانم"، ولا يبلغ أهلها بمكانها، مقابل أن يحصل منها على اعتراف بأنها هي القاتلة. تلتقى "ناهد" عند وصولها إلى مصر ب"محسن باشا" (محمود العزبي) زوج القتيلة "أمينة هانم" مدعية أنها هي "أمينة هانم". ينخدع الزوج في البداية، حتى يعرف الحقيقة ويدور بينه وبين "برهان" صراع تصاب خلاله الراقصة "عنايات" (ماري كويني) عشيقة الباشا بطلقة ناريه من مسدس برهان فتموت. يقتل الباشا "برهان" بنفس مسدسه ثم يضع المسدس في يده ليبدو الأمر وكأن "برهان" قتل "عنايات" ثم إنتحر. يعيش "محسن باشا" مع "ناهد" على أنها زوجته "أمينة هانم".

## الممثلون
- آسيا داغر: (ناهد - أمينة هانم)
- ماري كويني: (عنايات)
- أحمد جلال: (برهان)
- محمود العربي: (محسن باشا)
- يوسف صالح: (العم فارس)
- زينب حلمي: (فاطمة هانم)
- سنية يسري: (أم ناهد)
- عزيز المصري: (كوهين)